# Leontief-Produktionsfunktion

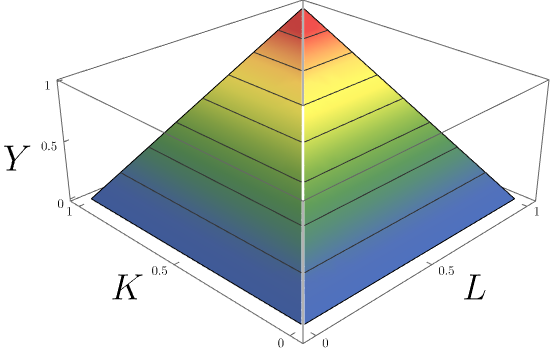
Leontief-Produktionsfunktion: Kapital (K), Arbeit (L), Output (Y)

Die Leontief-Produktionsfunktion, benannt nach Wassily Leontief, ist ein Typ der mikroökonomischen Produktionsfunktion. Sie wird als linear limitational bezeichnet, da die Produktionsfaktoren in einem festen Verhältnis zueinander und in einem festen Verhältnis zur Produktion eines Betriebes oder einer Anlage stehen. Die Ausbringungsmenge erreicht eine Limitation, wenn ein Produktionsfaktor nicht in ausreichendem Maße zur Verfügung steht.
In formaler Schreibweise gilt für die Funktion
{\displaystyle f\colon \mathbb {R} ^{n}\longrightarrow \mathbb {R} ^{1},n\geq 1,\quad f(v)=a_{0}\min \left\{{\frac {v_{1}}{a_{1}}},{\frac {v_{2}}{a_{2}}},\dots ,{\frac {v_{n}}{a_{n}}}\right\}^{r}}.
Die Leontief-Produktionsfunktion ist eine CES-Produktionsfunktion mit der Substitutionselastizität Null. Sie ist homogen vom Grad {\displaystyle r} und es liegen immer konstante Skalenerträge vor.

## Beispiel
Jede „rezeptmäßige“ Produktion in der Küche oder im Labor ist ein Beispiel für die Leontief-Produktionsfunktion. Braucht man z. B. für einen Kuchen nach Rezept {\displaystyle a_{1}=2} Eier, {\displaystyle a_{2}=100} Gramm Mehl und {\displaystyle a_{3}=0{,}1} Liter Milch, so kann man mit verfügbaren {\displaystyle v_{1}=4} Eiern, {\displaystyle v_{2}=300} Gramm Mehl und {\displaystyle v_{3}=0{,}3} Litern Milch
{\displaystyle f(v)=\min \left\{{\tfrac {4}{2}},{\tfrac {300}{100}},{\tfrac {0{,}3}{0{,}1}}\right\}=\min \left\{2,3,3\right\}=2}
Kuchen produzieren. Limitational sind in diesem Fall die Eier; mit {\displaystyle v_{1}=6} Eiern hätte man {\displaystyle f(v)=\min \left\{{\tfrac {6}{2}},{\tfrac {300}{100}},{\tfrac {0{,}3}{0{,}1}}\right\}=3} Kuchen produzieren können.
Die Produktionsfunktion bildet die Grundlage der Input-Output-Analyse.